# 善德女王
善德女王（韓語：선덕여왕，？—647年），姓金名德曼，號聖祖皇姑，是新羅國的第27代君主，性格寬仁明敏。她是真平王金白淨之長女，母親為王妃摩耶夫人金氏（葛文王金福勝之女），在真平王及聖骨出身的王族男子都過世後，德曼繼承了王位，成為新羅及韓國的首位女王。

## 生平
善德女王初嫁飲葛文王，在元年（唐貞觀六年，632年）即位，以金龍春為正夫，宗室欽飯、乙祭為副夫，並由乙祭輔政。三年正月改元仁平，四年（唐貞觀九年）太宗遣使持節冊命女王為柱國，封樂浪郡王、新羅王，同年十月，女王派遣金龍春(另有說法為金龍樹)為巡撫州縣。五年三月，女王患病，醫禱無效，又於皇龍寺設百高座，聚集僧人講解《仁王經》，許度僧一百人。六年七月，閼川被封為大將軍。七年十月，高句麗入侵北邊的七重城，女王派閼川出陣。同年十一月，新羅與高句麗的軍隊於七重城外交戰，最後由大將軍閼川擊退高句麗。九年四月派遣新羅子弟於唐請入國學。
十一年七月，百濟義慈王出兵新羅，攻取國西四十多座城。同年八月，百濟與高句麗合謀，打算拿下新羅黨項城，以阻塞新羅入唐朝之路（即所謂的「絕貢道」）。女王馬上派人告知唐太宗。同月，百濟將令允忠攻陷大耶城，女王為了報復，故派遣金春秋出使高句麗請援（春秋公乃新羅第二十九代君主——武烈王）。在大耶城之役戰死的都督品釋之妻，乃是金春秋之女，因此金春秋毛遂自薦。惜高句麗王高藏未能答應金春秋之要求，更把他軟禁。女王得悉馬上命大將軍金庾信行軍過漢江，進入高句麗南境，高藏聞之釋放金春秋。金庾信因功被封為押梁州軍主。此後數年，新羅和高句麗、百濟時有戰爭。直至十四年五月唐太宗親征高句麗，女王發兵三萬相助，百濟卻乘虛襲取國西七城。同年十一月，毗曇被封為上大等。十六年正月大臣毗曇和廉宗認為「女主不能善理」，故發動叛亂，想要廢掉女王。幸運的是謀反並未成功，不過女王卻在此時過世，葬於狼山。女王在位十六年，諡善德，無嗣子，由堂妹真德王金勝曼繼位。

## 逸聞
- 唐帝賜牡丹花圖幷花子予真平王，真平王以示善德，善德曰此花必無香氣，王笑曰爾何知之，善德對曰此花絶艶而無蜂蝶，必無香。種其子，果如其言。
- 善德王五年五月，蝦蟆（蛤蟆）大集於宮西玉門池，善德王聞之，對角於閼川道：蝦蟆怒目，兵士之狀。我曾聽聞西南邊也有一个地名叫玉門谷的。可能有鄰兵到那。乃命閼川往搜之，果然百濟率甲騎五百埋伏在那，掩擊盡殺之。
- 善德王無恙時對群臣道：朕死於某年月日，葬我忉利天。群臣不知其處，啓問何處。曰狼山南也。至其月日果薨。群臣從遺命葬之狼山南。後文武王創四天王寺於陵下，天王卽佛經忉利天也。

## 相關影視作品
韓國MBC電視台在2009年推出電視劇《善德女王》，劇中設定天明公主（金春秋之母）與德曼公主（善德女王）為雙胞胎姐妹（天明公主為長女，德曼公主為次女），不過《三國史記》裡紀錄了善德女王為真平王的長女，雙胞胎的設定純粹是為了戲劇效果。劇中德曼終身未婚，更與上將軍金庾信及上大等毗曇有段糾纏不清的三角關係，與史實的記載她初嫁飲葛文王，後來又同時有欽飯一位丈夫不符。

## 曾飾演善德女王的藝人

### 電視劇
| 劇名         | 年份   | 演員                   |
| 《三國記》   | 1992年 | 金惠京                 |
| 《淵蓋蘇文》 | 2006年 | 裴美慈                 |
| 《善德女王》 | 2009年 | 李枖原、南志鉉（兒時） |
| 《大王之夢》 | 2012年 | 朴珠美→洪銀姬          |